# Ronde van de Toekomst 1996
De Ronde van de Toekomst 1996 (Frans: Tour de l'Avenir 1996) werd gehouden van 3 tot en met 14 september in Frankrijk.

## Etappe-overzicht
| etappe  | datum        | start                | finish                  | afstand | winnaar           | klassementsleider |
| ------- | ------------ | -------------------- | ----------------------- | ------- | ----------------- | ----------------- |
| proloog | 3 september  | Benodet              | Benodet                 | 4,9 km  | Christophe Moreau | Christophe Moreau |
| 1e      | 4 september  | Benodet              | Loudéac                 | 171 km  | Rafael Díaz Justo | Rafael Diaz Justo |
| 2e      | 5 september  | Loudéac              | Pontchâteau             | 169 km  | Jay Sweet         | Rafael Diaz Justo |
| 3e      | 6 september  | Pontchâteau          | Parthenay               | 231 km  | Nicolas Jalabert  | Rafael Diaz Justo |
| 4e      | 7 september  | Parthenay            | Vatan                   | 192 km  | Robbie McEwen     | Rafael Diaz Justo |
| 5e      | 8 september  | Vatan                | Saint-Éloy-les-Mines    | 192 km  | Sergei Ivanov     | Vincent Templier  |
| 6e      | 9 september  | Saint-Éloy-les-Mines | Saint-Étienne           | 236 km  | Henk Vogels       | Magnus Bäckstedt  |
| 7e      | 10 september | Saint-Étienne        | La Tour-du-Pin          | 148 km  | David Etxebarria  | Magnus Bäckstedt  |
| 8e      | 11 september | La Tour-du-Pin       | Le Sappey-en-Chartreuse | 131 km  | Laurent Roux      | Glenn D'Hollander |
| 9e      | 12 september | Chapareillan         | Saint-Martin            | 124 km  | Laurent Roux      | Glenn D'Hollander |
| 10e     | 13 september | Aigueblanche         | Le Grand-Bornand        | 138 km  | Sergei Ivanov     | David Etxebarria  |
| 11e     | 14 september | Le Grand-Bornand     | Morzine                 | 118 km  | David Delrieu     | David Etxebarria  |

## Eindklassementen

### Algemeen klassement
| Ronde van de Toekomst 1996 |                   |             |           |
| Plaats                     | Naam              | Ploeg       | Tijd      |
| Gele trui                  | David Etxebarria  | Spanje      | 48u42'33" |
| 2                          | Sergei Ivanov     | Rusland     | + 1' 02"  |
| 3                          | Glenn D'Hollander | België      | + 3' 19"  |
| 4                          | Steve Rover       | Canada      | + 4' 15"  |
| 5                          | David Delrieu     | Frankrijk   | + 6' 09"  |
| 6                          | Ibon Ajuria       | Spanje      | + 10' 18" |
| 7                          | Henk Vogels       | Australië   | + 10' 46" |
| 8                          | Benoît Salmon     | Frankrijk   | + 14' 16" |
| 9                          | Marcelino Garcia  | Spanje      | + 20' 01" |
| 10                         | Rolf Huser        | Zwitserland | + 21' 12" |
|                            |                   |             |           |
| 12                         | Koos Moerenhout   | Nederland   | + 26' 34" |

### Puntenklassement
| rang | renner        | land    | tijd |
| ---- | ------------- | ------- | ---- |
| 1    | Sergei Ivanov | Rusland | p    |

### Bergklassement
| rang | renner        | land    | tijd |
| ---- | ------------- | ------- | ---- |
| 1    | Sergei Ivanov | Rusland | p    |